# Digimarc
Digimarc Corporation est un fournisseur de technologies de tatouage numérique permettant l'incorporation invisible d'informations dans de nombreuses formes de contenu, parmi lesquelles des documents imprimés, audio, vidéo, images et certains objets. La technologie Digimarc fournit des solutions d'identification et de gestion des médias, de lutte contre la contrefaçon et la piraterie et de commerce numérique,.

## Histoire
Digimarc a été fondée par Geoff Rhoads, astrophysicien spécialisé dans l'imagerie spatiale. L'idée de développer une telle technologie lui est venue lors de la photographie de la planète Jupiter. Il estimait que ses images numériques étaient vulnérables sur internet, même avec une protection du droit d'auteur. Reconnaissant le besoin d'une meilleure façon de protéger et suivre les images numériques, Rhoads commença à rechercher et à développer des filigranes invisibles, fondant ainsi la Digimarc Corporation en mai 1995.
En 1996, après le lancement de l'entreprise, Digimarc mit à la vente son premier produit : un plug-in de tatouage (filigrane) numérique fourni avec Adobe Photoshop, Corel, et Micrografix. En 1997, Digimarc s'est vu attribuer son premier brevet. L'augmentation des investissements dans la recherche et les technologies de la marque, Digimarc a signé un contrat pluriannuel avec un consortium de banques centrales.
En 2001, Digimarc a acquis les technologies de la société Polaroid et a créé Digimarc ID Systems, LLC. Cette acquisition permit à Digimarc de développer IDMarc, une technologie de permis de conduire sécurisés finalement adoptée par 37 États américains.
En août 2008, Digimarc a vendu son activité de cartes d'identité à son concurrent L-1 Identity Systems. La nouvelle société Digimarc se concentre sur ses activités de tatouage numérique. Digimarc a vendu la majorité de ses brevets à Intellectual Ventures en 2010 pour 36 millions de dollars, et une partie de tous les futurs brevets de Digimarc leur est accordée.
En 2012, Digimarc a acquis Attributor Corporation, une entreprise spécialisée dans la protection des livres électroniques contre la copie.

## Principaux actionnaires
Au 23 mars 2020.
| Senvest Management            | 6,80% |
| Baillie Gifford & Co.         | 5,81% |
| Janus Capital Management      | 5,57% |
| Hood River Capital Management | 5,13% |
| Malcolm Paul Fairbairn        | 5,03% |
| The Vanguard Group            | 4,41% |
| Susquehanna Financial Group   | 4,19% |
| Kimelman & Baird              | 3,95% |
| PRIMECAP Management           | 2,86% |
| BlackRock Fund Advisors       | 2,81% |

## Produits
En plus des revenus des licences, Digimarc fournit directement deux services numériques de tatouage. Digimarc Discover est une solution qui permet aux filigranes numériques de raccorder un lecteur à du contenu en ligne avec une application mobile. Ce service est semblable en fonctionnalités aux code QR, mais en diffère en intégrant la connexion internet dans une image imprimable. Digimarc for Images (anciennement MyPictureMarc) est un outil pour photographes afin d'incorporer des filigranes numériques dans des images numériques afin de garantir le droit d'auteur et que cette  propriété soit conservée quel que soit le format.

## Affiliations
Partenaire fondateur de l'Alliance Digital Watermarking.